# ケプラー770d
ケプラー770d（英語: Kepler-770d）は、地球から約2500光年離れた位置にある恒星ケプラー770を公転している太陽系外惑星である。2016年にケプラー宇宙望遠鏡の観測によって発見された。地球の1.4倍の半径を持ち、恒星の周りを約4日で公転しているとされている。
| 地球 | ケプラー770d |
| ---- | ------------ |
| 地球 | Exoplanet    |